# (2536) Kozyrev
(2536) Kozyrev est un astéroïde de la ceinture principale.

## Description
(2536) Kozyrev est un astéroïde de la ceinture principale. Il fut découvert le 15 août 1939 à Simeis par Grigori Néouïmine. Il présente une orbite caractérisée par un demi-grand axe de 2,31 UA, une excentricité de 0,23 et une inclinaison de 4,9° par rapport à l'écliptique.

## Compléments